# Gruß und Kuß aus der Wachau (Film)
Gruß und Kuß aus der Wachau ist ein österreichischer Liebesfilm aus dem Jahre 1950 des Schauspielers Fritz Schulz mit den Damen Waltraud Haas, Marianne Schönauer und Gretl Schörg in den Hauptrollen. Die Geschichte basiert auf dem gleichnamigen Singspiel von Jára Benes (Musik) sowie Hugo Wiener und Kurt Breuer (Libretti).

## Handlung
Drei junge Damen, Anni, Resi und Franzi, finden ihr mühsames Auskommen in einer Wiener Zigarettenfabrik. Doch den ganzen Tag nur Tabak einzurollen füllt ihre Leben nicht aus. Drei Männer müssen her! Immerhin befinden sich die hübschen Frauen im heiratsfähigen Alter. Da man aber bislang nicht allzu viel Erfolg bei der Partnersuche hatte, kommt eine der Mädels auf die Idee, ihrer aller Glück mittels des Arbeitsmaterials ein wenig auf die Sprünge zu helfen. Und so schmuggeln sie lustig verpackte Aufforderungen an die Männerwelt in die Zigarettenschachteln ein, sich bei einem anstehenden Tanzfest einzufinden, auf dass man sich näher kennen lerne. 
Tatsächlich haben die Tabakmädels Erfolg, und es finden sich drei adrette, vorzeigbare junge Männer ein. In der ebenfalls auftauchenden, leicht überspannten Kalifornierin Violet Hutton, die zwar nicht mehr die Allerjüngste ist, dafür aber reichlich Geld mitbringt, da sie beabsichtigt, in der Wachau ein Schloss käuflich zu erwerben, erwächst Anni, Resi und Franzi plötzlich nicht zu unterschätzende Konkurrenz. Doch sie schnappt den Mädels nicht den schmucken, jungen Uli Kürenberg vor der Nase weg, sondern angelt sich seinen etwas gesetzteren Vater, der den für die Amerikanerin großen Vorteil mit sich bringt, bereits ein Schloss, das zum Verkauf steht, mitzubringen. Am Ende bekommt jeder der Frauen ihren Traummann.

## Produktionsnotizen
Gruß und Kuß aus der Wachau entstand im Spätsommer/Frühherbst 1950 in den Filmateliers von Wien-Sievering und Schönbrunn sowie mit Außenaufnahmen in der Wachau, insbesondere Dürnstein und Krems-Stein sowie im Weinviertel auf Burg Kreuzenstein. Der Film wurde am 18. Dezember 1950 in Wien uraufgeführt. Die deutsche Premiere erfolgte am 20. Februar 1951, die Berliner am 10. April desselben Jahres.
Otto Dürer übernahm die Produktionsleitung. Eduard Stolba schuf die Filmbauten.

## Kritiken
Im Filmdienst heißt es: „Filmfassung der Operette von Jára Benes in einer sehr dürftigen Inszenierung. Bescheidenste musikalische Nachkriegsunterhaltung.“